# Pteronymia olyrilla
Pteronymia olyrilla är en fjärilsart som beskrevs av Butler och Druce 1872. Pteronymia olyrilla ingår i släktet Pteronymia och familjen praktfjärilar. Inga underarter finns listade.